# Festival delle rose
Il Festival delle rose della canzone italiana (questo è il nome completo della manifestazione) è stato un festival musicale organizzato a metà degli anni sessanta dalla casa discografica RCA Italiana (ma aperto anche a cantanti di altre etichette, come ad esempio la Fox), in concomitanza con il boom del mercato dell'industria musicale discografica. Le quattro edizioni del Festival si tennero dal 1964 al 1967 presso il salone delle feste dell'hotel Cavalieri Hilton di Roma.

## Storia

Gli studi di registrazione della RCA Italiana, al km. 12 della via Tiburtina, nel 1962

Il festival veniva ad affiancare i già numerosi concorsi canori allora in voga, come il Festival di Sanremo, il Cantagiro, il Festival di Castrocaro ed Un disco per l'estate, nato solo pochi mesi prima; l'organizzazione era affidata a Mario Minasi.
La prima edizione si tenne nel 1964 e la serata finale - condotta da Corrado e Gabriella Farinon - venne trasmessa in televisione sul secondo canale della RAI (come tutte le successive). Scopo della manifestazione era servire da trampolino di lancio per nuovi cantanti, come ad esempio l'allora debuttante Louiselle, o per dare nuovo lustro a interpreti la cui carriera pareva avviata ad un calo. Furono invitati per lo più cantanti ingaggiati nella sotto-etichetta ARC della RCA. Fu forse proprio l'eccessivo sbilanciamento a favore di una sola "scuderia" discografica a decretarne la fine prematura.

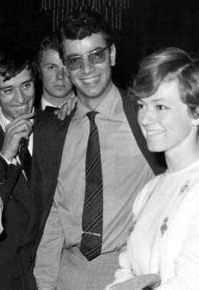
Carmelo Pagano insieme a Rita Pavone al Festival delle rose del 1966

Il meccanismo del concorso canoro prevedeva l'esecuzione, in doppia versione e con accompagnamento orchestrale e piccolo gruppo, di ventiquattro canzoni rappresentanti la canzone italiana (sia tradizionale che moderna) interpretate da cantanti suddivisi per categoria (esperti, con almeno un paio di anni di carriera alle spalle e giovani debuttanti). I vincitori del Cantagiro (nel 1964 Gianni Morandi, con Non son degno di te, e Paolo Mosca, con Il the) partecipavano di diritto al festival come iscritti nel girone B, mentre gli interpreti della canzone vincente il festival avrebbero guadagnato l'accesso di diritto al Cantagiro dell'anno successivo.
Il premio del festival era "La rosa d'oro", un trofeo offerto dal Ministero dello spettacolo.
Fra i cantanti in concorso vi erano anche nomi affermati come quelli di Donatella Moretti, Giancarlo Guardabassi, Lucia Altieri, Sergio Endrigo (Ti amo), Dino, Jula de Palma, Paola Pitagora (in seguito solo attrice, che eseguì Il surf della camomilla), Cocky Mazzetti, Claudio Lippi (futuro presentatore televisivo), Wilma Goich e Lalla Castellano.
Nelle edizioni successive, hanno partecipato al festival, fra gli altri, Gabriella Ferri, Dori Ghezzi, Pino Donaggio, i Pooh, Carmen Villani, Mauro Lusini, Annarita Spinaci, Tony Cucchiara, I Nuovi Angeli, Carmelo Pagano, Beppe Cardile, Mario Trevi, Luisa Casali e I Romans.

## Albo d'oro

### 1964
- Classifica finale:

1. Gianni Morandi - Non son degno di te
2. Sergio Endrigo - Ti amo
3. Dino - Te lo leggo negli occhi

### 1965
- Classifica finale:

1. Orietta Berti - Voglio dirti grazie

- Premio della critica: Loredana Bufalieri - Tu che sei lassù
- Premio dell'Ente del Turismo: Bruno Lauzi - Ti ruberò

### 1966
- Classifica finale:

1. Carmelo Pagano e Luisa Casali - L'amore se ne va
2. Beppe Cardile e Mario Trevi - Tutti vanno via

- Premio della critica: Lucio Dalla e Carmelo Pagano
- Premio dell'Ente del Turismo: Carmen Villani e Umberto - Mille chitarre contro la guerra

### 1967
- Classifica finale:

1. Al Bano, Andrea Giordana e Carlo Loffredo - L'oro del mondo
2. Memo Remigi, Dori Ghezzi e Santo & Johnny - Vivere per vivere
3. Lara Saint Paul, I Romans e Folk Studio Singers - Il pieno

- Premio della critica: Lucio Dalla, Dino Cabano e Tony Benn & i Big T. - Il cielo
- Premio dell'Ente del Turismo: Isabella Iannetti, Claudio Lippi e Les Surfs - Una testa dura